# سیارک ۸۲۲۳۲
سیارک ۸۲۲۳۲ (به انگلیسی: 82232 Heuberger، نامگذاری:2001JU) هشتاد و دو هزار و دویست و سی و دومین سیارک کشف شده‌است که در ۱۱ مه ۲۰۰۱ کشف شد.